# 柳家〆治
柳家 〆治（やなぎや しめじ、1951年7月28日 - ）は、山形県新庄市出身の落語家。落語協会所属の真打。本名：高山 安彦。出囃子：『御所のお庭』。紋：『羽団扇』。

## 経歴
落語家になる前は信用金庫に勤めていた。
1973年4月に十代目柳家小三治に入門し、一番弟子となる。前座名は「小りた」。初高座は1974年11月2日、上高田寄席で「道灌」。
1978年9月、古今亭菊弥、林家正雀、立川談之助と共に二ツ目昇進、「〆治」と改名。
1987年3月に金原亭馬治、古今亭菊龍、菊弥改め古今亭志ん彌と共に真打昇進。　

## 芸歴
- 1973年4月 - 十代目柳家小三治に入門、前座名「小りた」を名乗る。
- 1978年3月 - 二ツ目昇進、「〆治」と改名。
- 1987年3月 - 真打昇進。

## 人物
- 趣味：ゴルフ、スキー、散歩、陶芸など。
- 池袋演芸場特選会で古今亭志ん彌と二人会を開いている。